# 杉林溪森林生態渡假園區
杉林溪森林生態渡假園區，經營公司名杉林溪遊樂事業股份有限公司，為台灣中部知名風景區，位於南投縣竹山鎮大鞍里東南端，地處加走寮溪上游小型河谷平原上，緊鄰溪頭，海拔1600公尺，平均氣溫20度。氣候涼爽、山明水秀具有原始自然景觀，以「杉林溪十景」、「十大森林步道」、「六大名花」及豐富的動物、植物生態景觀而聞名。雖然位於竹山鎮，但實際上大多經由鹿谷的溪頭公路上山。為多方位的森林遊樂區，具有休閒、住宿、餐飲、會議、生態旅遊等多功能的休閒度假勝地。

## 歷史

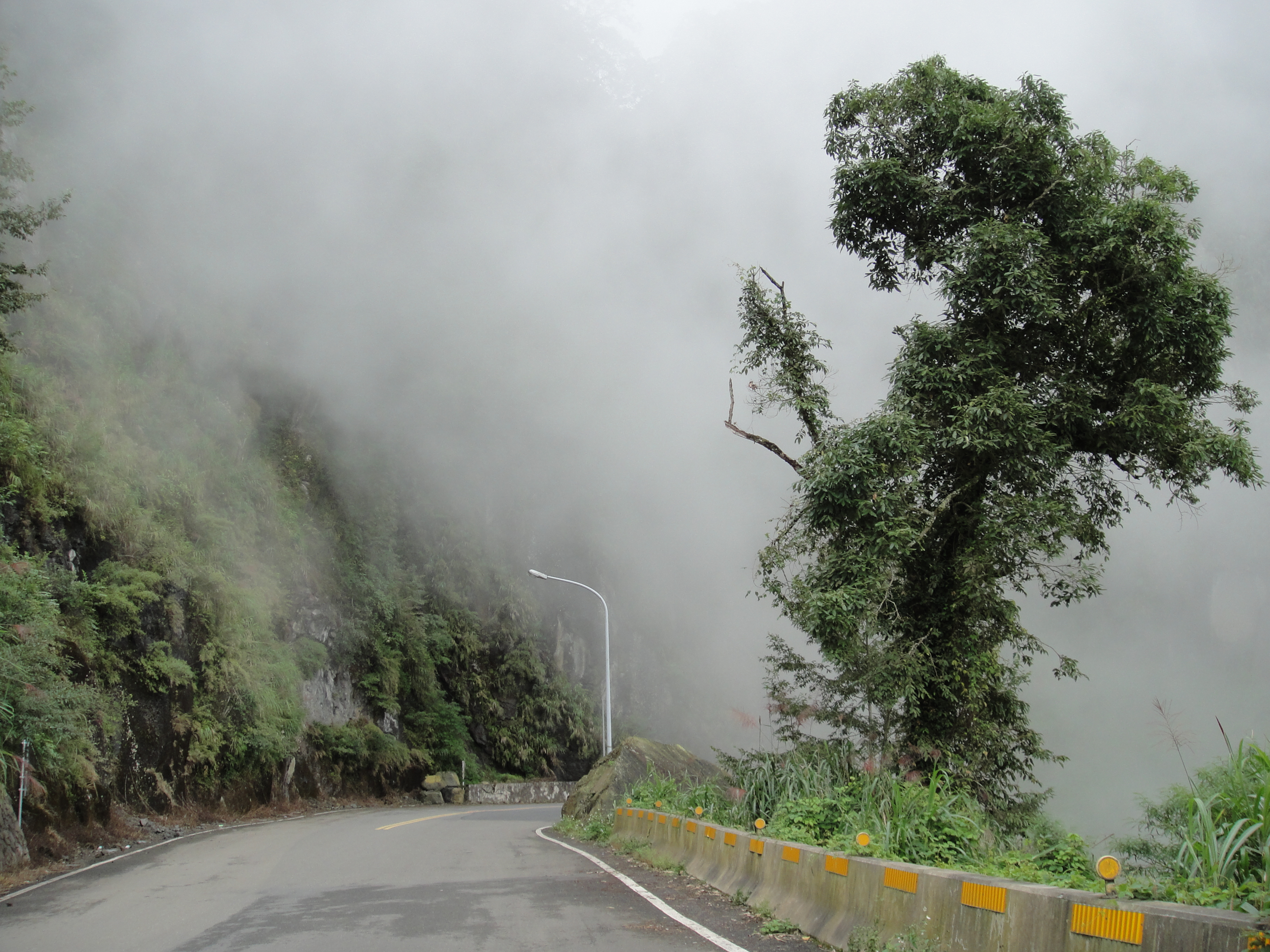
杉林溪公路（投95鄉道）是唯一通往杉林溪的道路，因道路深入山區而常在午後起霧。

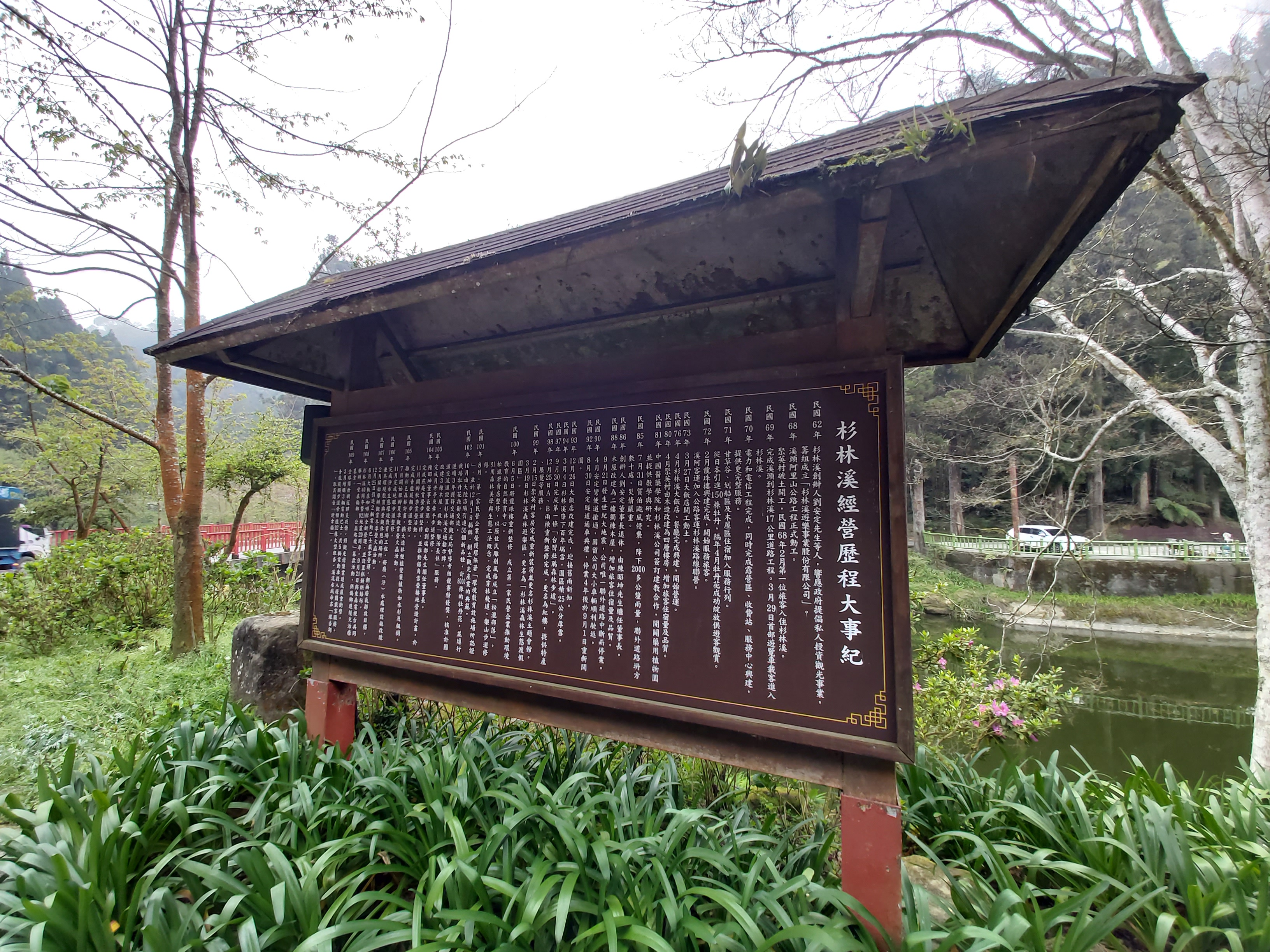
杉林溪經營歷程大事紀解說牌。

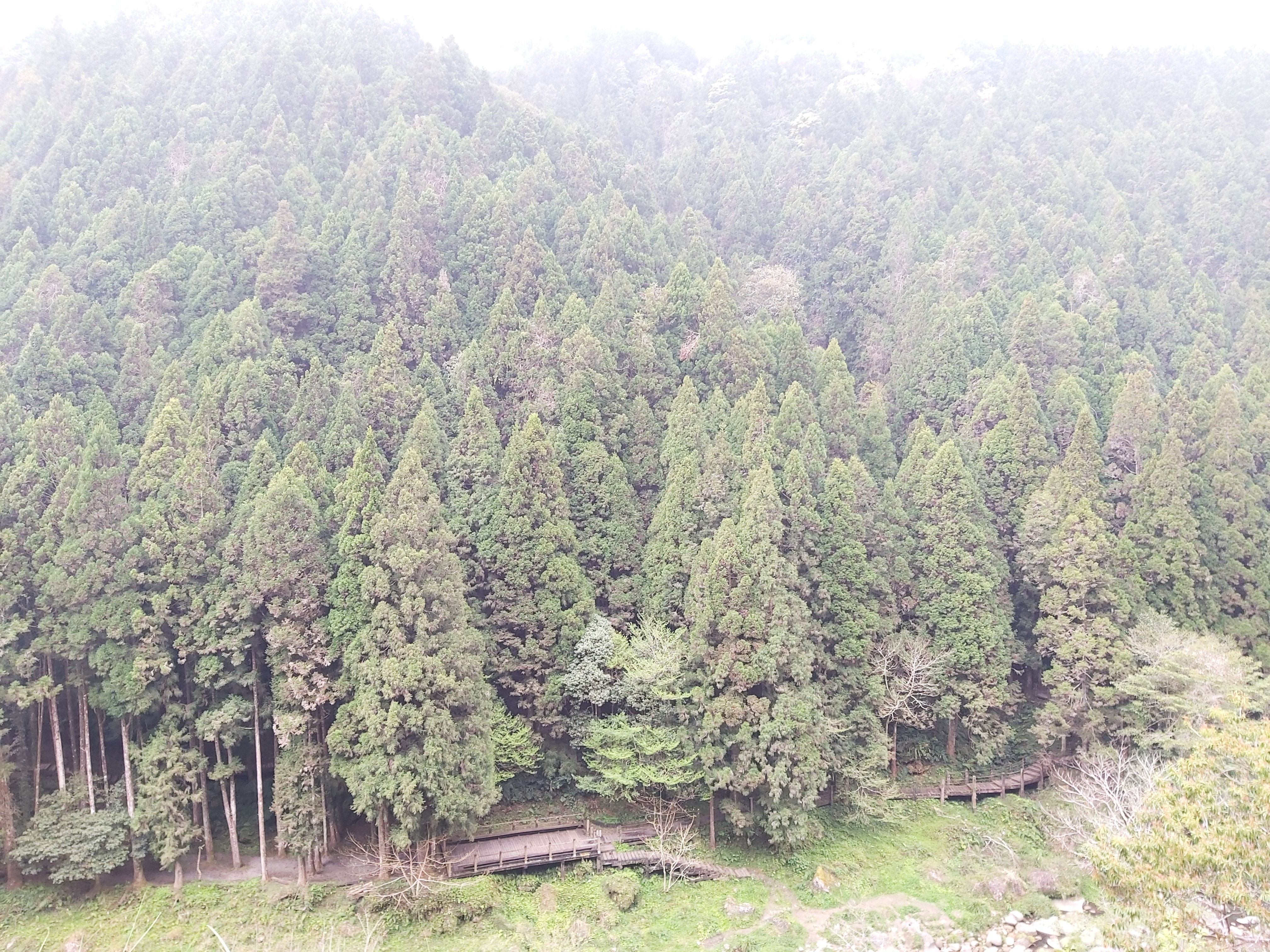
日本柳杉森林

杉林溪地區早年為阿里山林場北段伐木區的一處工寮，位居當時熱門的溪阿縱走必經要道。由於風景秀麗且位置適中，常有登山客選擇於此處露營過夜。
1973年，劉安定籌組「杉林溪遊樂事業股份有限公司」，向政府承租國有土地約34公頃，開發為森林遊樂區，並投資將原有溪頭至杉林溪的林道擴建成雙線公路，即今投95鄉道。
1979年建設完成後，正式對外營運，是處登山旅遊及休閒渡假場所。
1982年杉林溪從日本引進150株牡丹花並克服培育技術，開放供遊客觀賞。至此逐年增加牡丹品種與數量，因此獲得「台灣牡丹花王國」稱號。
1999年因921大地震，造成交通嚴重損毀，其中安定彎受巨石阻道，故封閉停止營業將近4年。後來經由政府協助，將巨石爆破，坍塌路段改採全長643公尺安定隧道通行，復於2003年8月30日舉行通車典禮，並重新開放園區。
2010年杉林溪森林遊樂區更名為「杉林溪森林生態渡假園區」。
2011年將原龍珠樓重新整修，成立第一家民營企業推動生態保育及環境教育的「自然教育中心」，並2012年8月獲環保署頒發第一家民營業者「環境教育設施場所認證」。

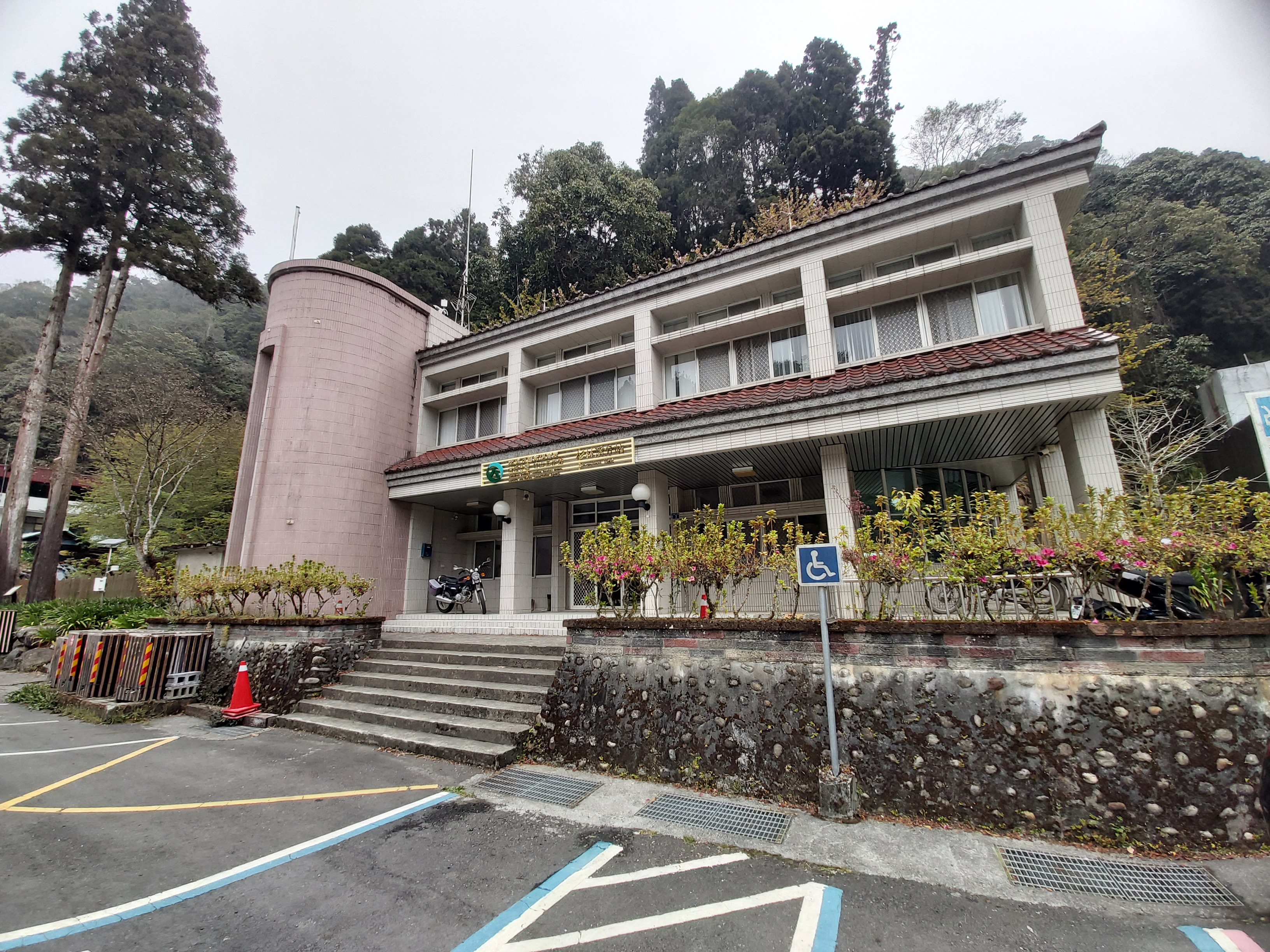
林業及自然保育署南投分署竹山工作站杉林溪分站
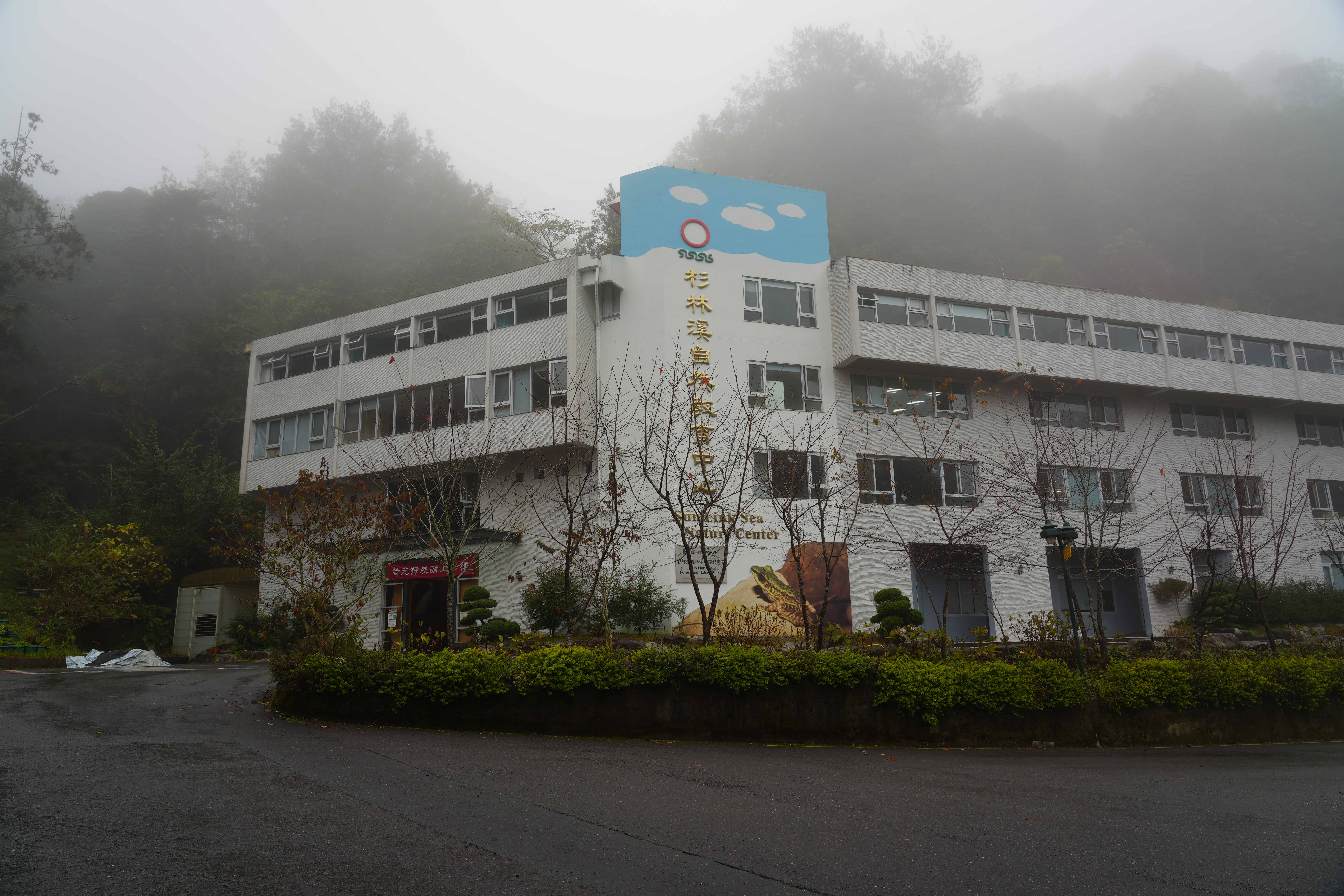
杉林溪自然教育中心
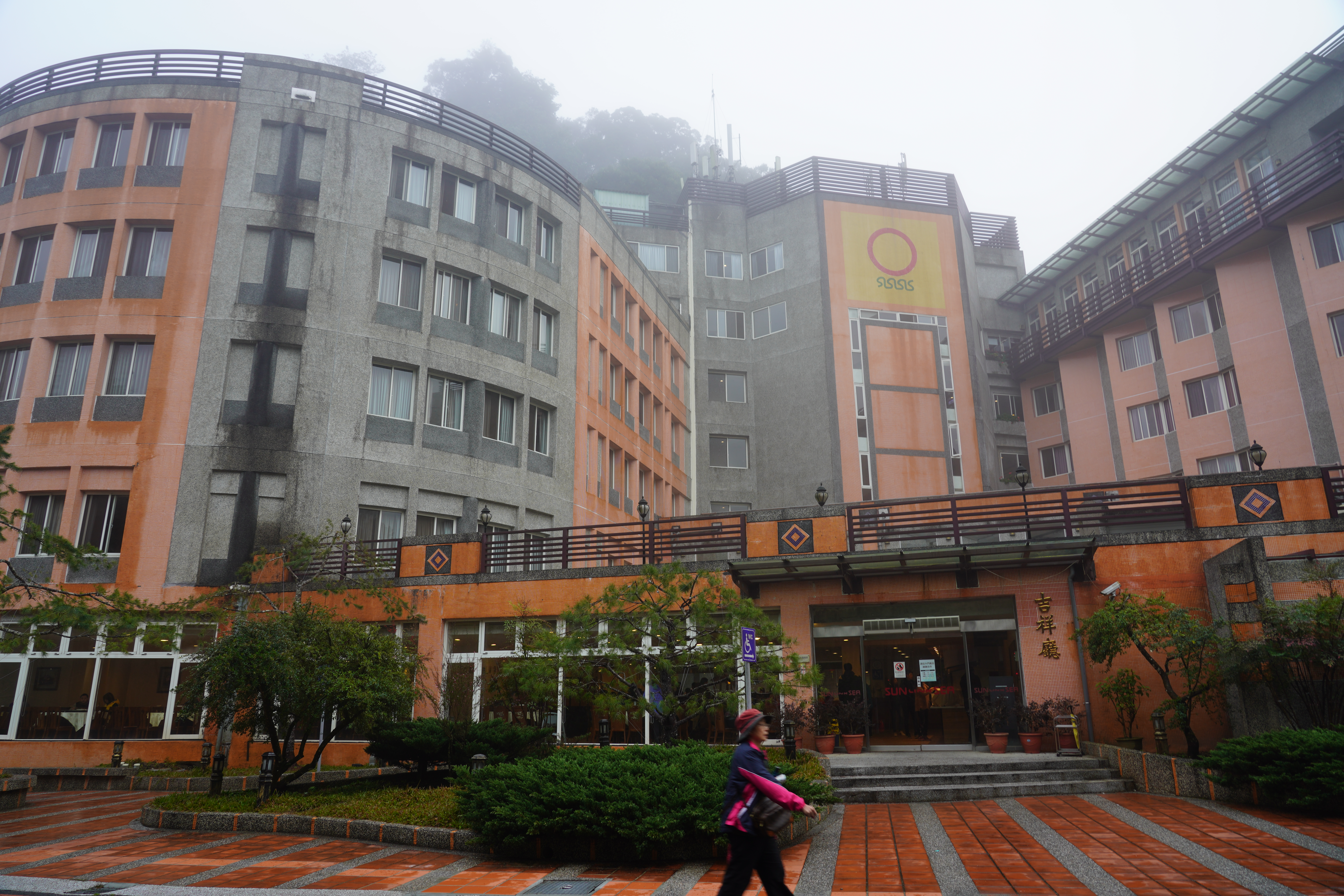
杉林溪大飯店
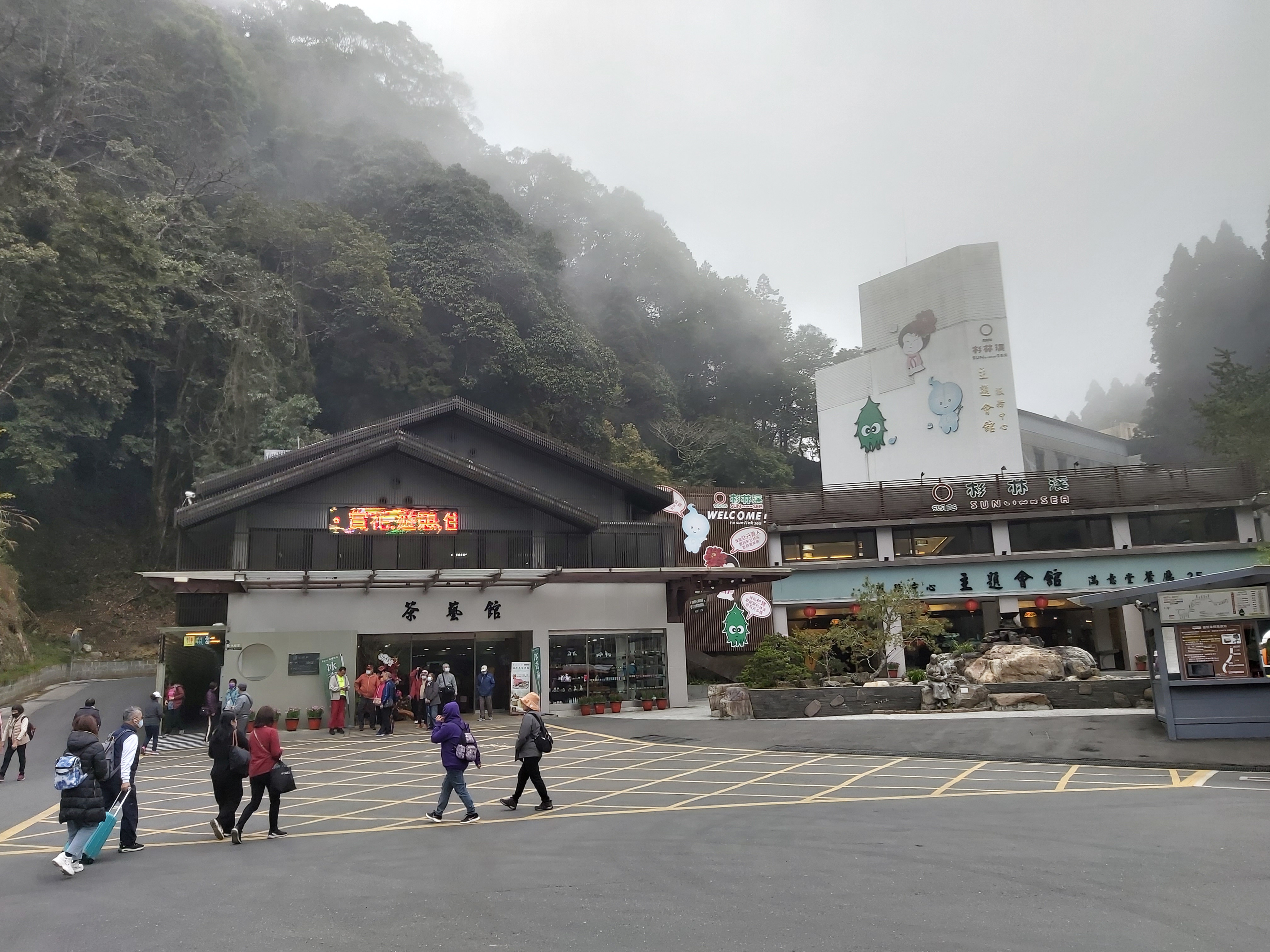
主題會館

## 杉林溪十景

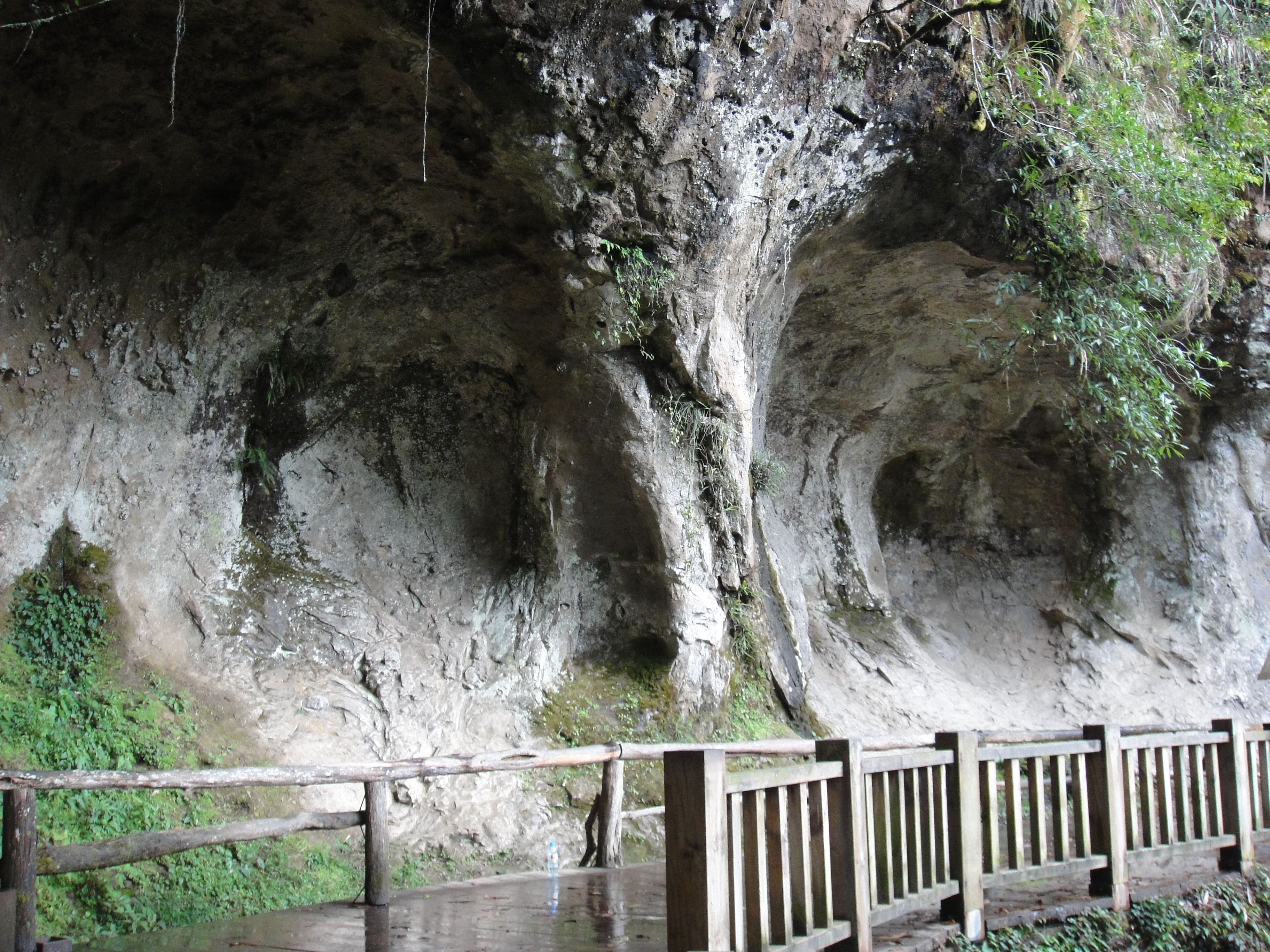
天地眼

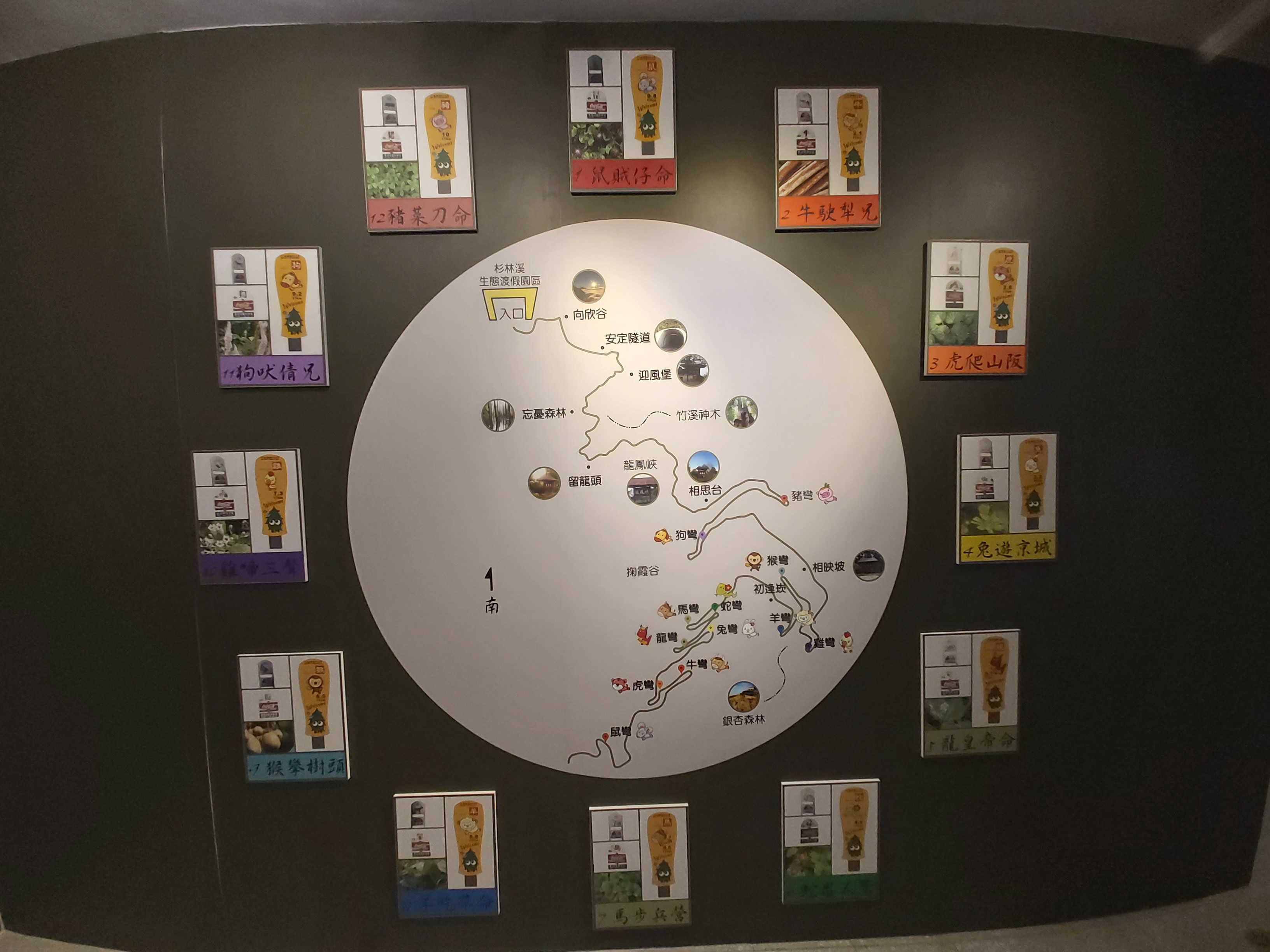
杉林溪公路十二生肖彎介紹

- 松瀧岩瀑布 - 瀑布邊的天然岩洞稱為「松瀧岩」，以砂岩為主體，岩石因熱漲冷縮風化剝蝕而成，平整頂端產生倒懸的柱狀鐘乳石，加走寮溪經過幾萬年的向源侵蝕、切割、滲透等作用形成瀑布、岩洞、河溝及嶙峋巨石，呈現磅礡氣勢和秀麗景緻，使松瀧瀑布贏得「杉林溪首景」的名號。
- 青龍瀑布 - 青龍瀑布由石井磯經116公尺層層斷崖峭壁，從天而降。秋冬季節，涓涓細水緩緩垂掛，隱約可見柔情之美；春夏雨後，水流以千軍萬馬之姿狂洩直下，氣勢磅礡；晴朗之時，陽光灑落，光與水舞出七色虹彩別具風情，贏得「杉林溪第一瀑」和「中部最美瀑布」的雅號。
- 石井磯 -  石井磯為溪水夾帶砂石，以強烈的渦流，在硬度不同的溪床岩層上，經年累月進行鑽蝕作用，形成圓形凹陷像井的壺穴地形。本地的石井有10多口，散布在88吊橋下的巨大岩層間，最深達5公尺半。
- 燕庵/龍粼瀑布 - 瀑布旁天然岩洞原為燕群築巢之處，且周遭還境清幽，彷彿燕子在此修行禮佛，故原名「燕庵」。上游溪澗因秋冬降雨稀少，瀑布無水僅見乾涸岩壁，春夏雨季可見潺潺流水飛濺而下，波紋粼粼，故名「龍粼瀑布」。
- 天地眼 - 自然岩壁經風雨侵蝕及風化崩落逐漸形成，一眼寬8公尺一眼寬6公尺，兩洞如眼，中間自成一鼻樑。
- 台灣杜鵑巨木森林 - 「台灣杜鵑」是台灣唯一可形成森林的台灣特有種杜鵑花，杉林溪的台灣杜鵑森林約3000棵，面積3公頃，樹齡最老者超過500年，每逢4月中旬陸續開花。
- 杉林溪湖 - 加走寮溪於杉林溪園區的一段，山光水色綠波倒影。
- 花卉中心 - 舊名「藥花園」，每年展示之花卉有30多種，其中牡丹花、葉牡丹、繡球花、郁金香、金鐘花及山櫻花，是遠近馳名的「杉林溪6大名花」。

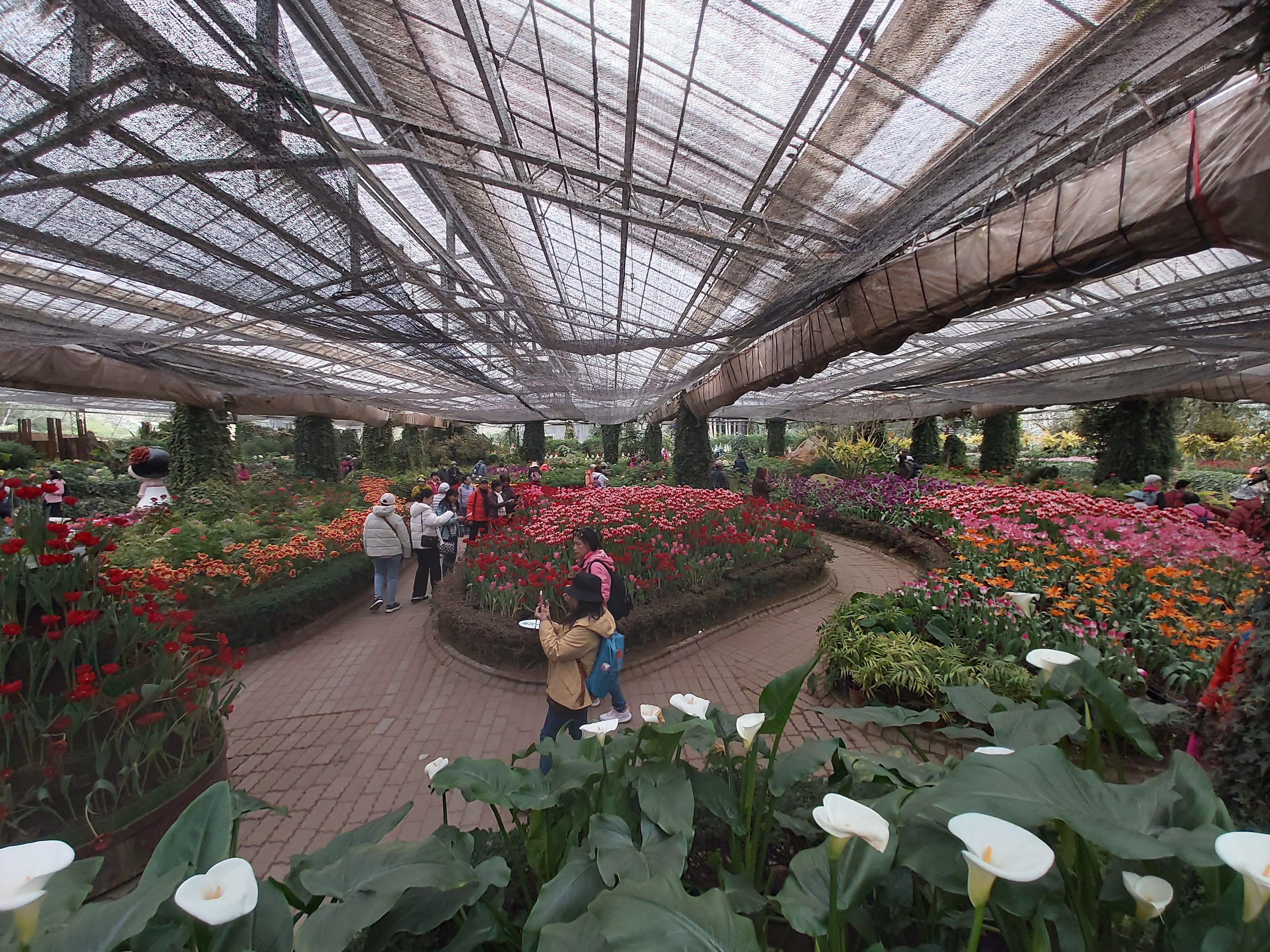
花卉中心溫室
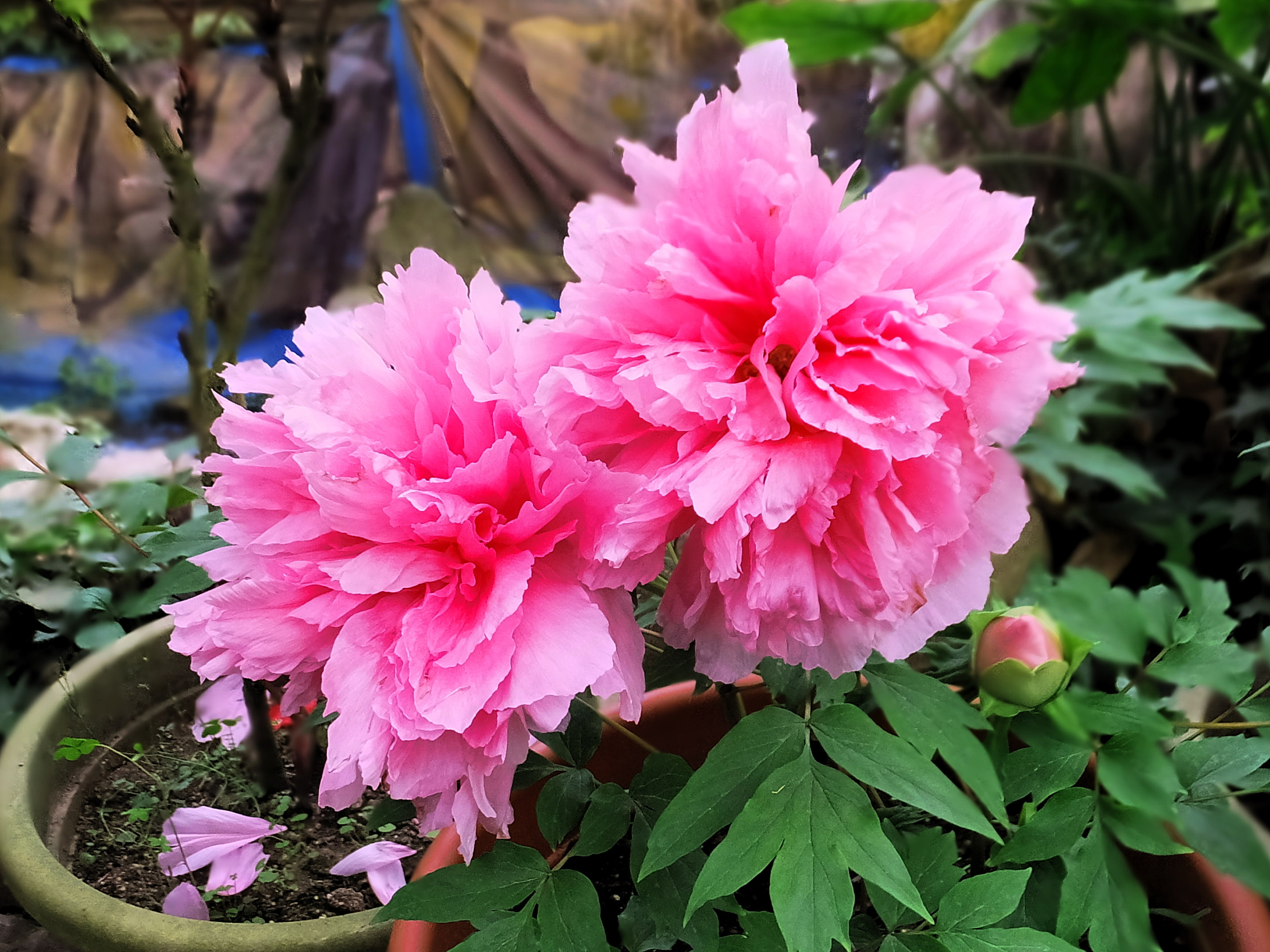
牡丹花
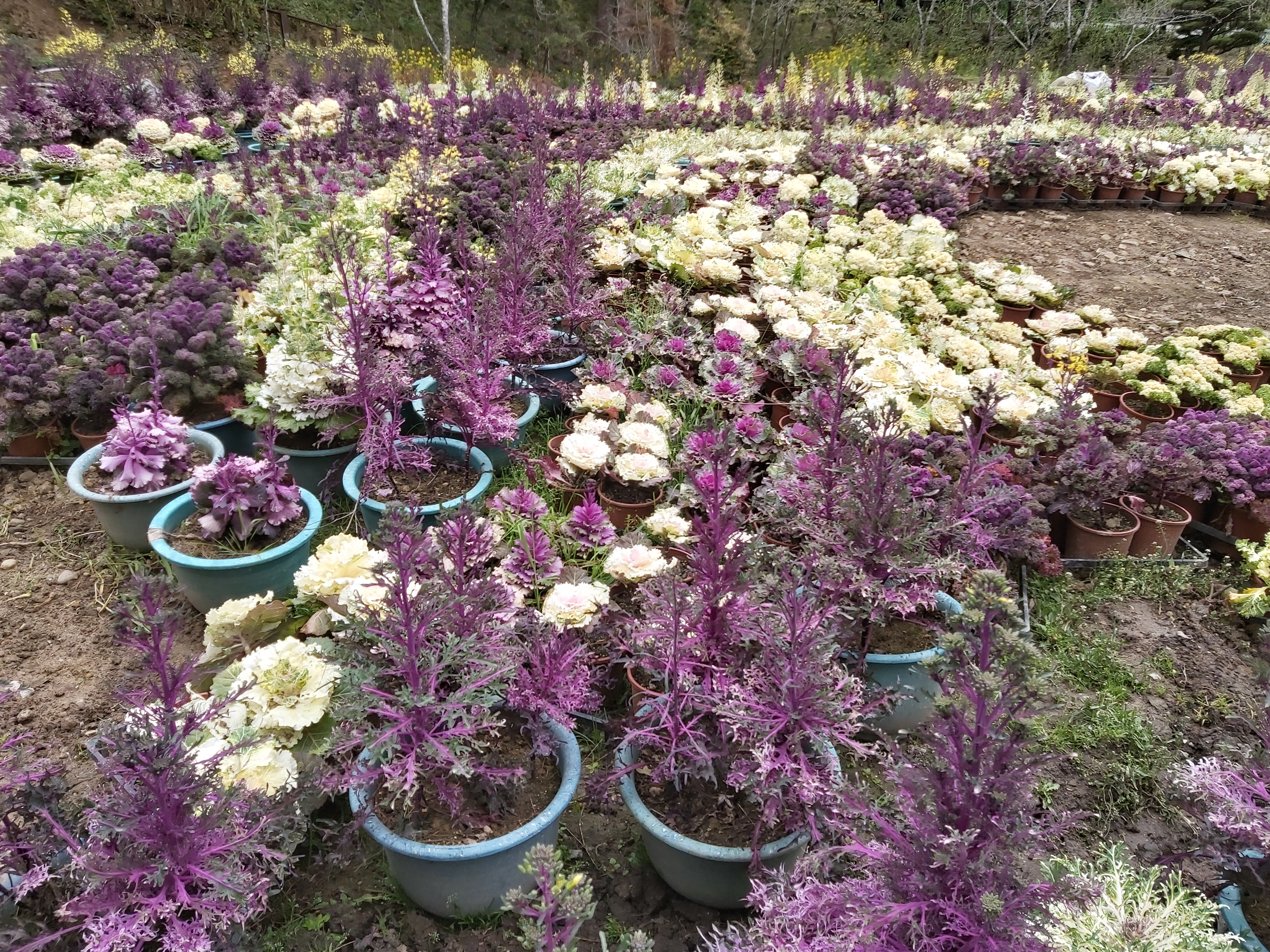
葉牡丹
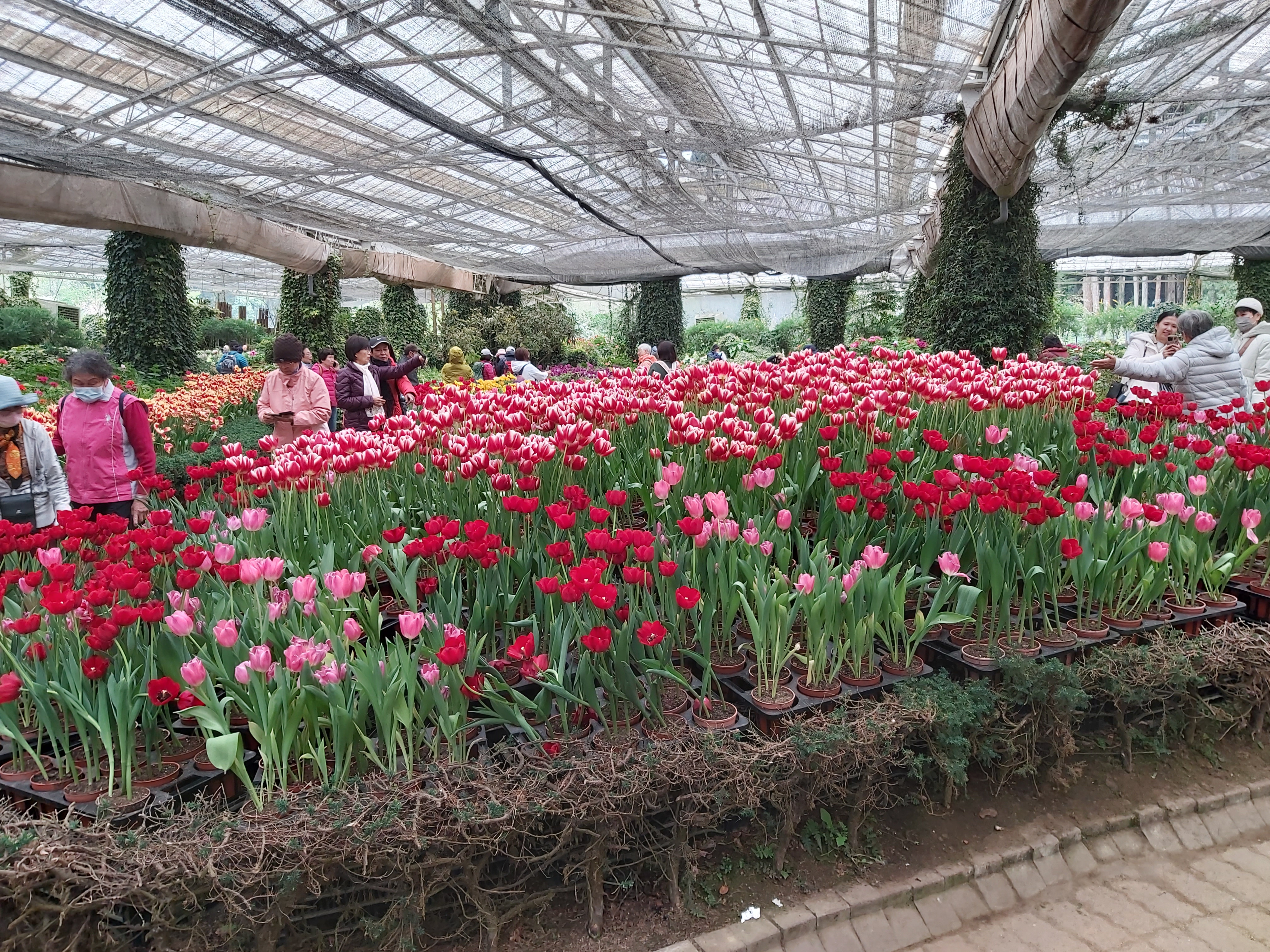
鬱金香

- 向欣谷 - 這裡原名「風孔仔」，居高遠眺，可見山顛捲起片片雲海，是觀看落日、雲霞的最好地點。
- 12生肖公路 - 即今投95鄉道，由杉林溪公司闢建，自溪頭出發途經12個彎，即可到達杉林溪園區。

## 十大步道
- 穿林棧道
- 樂山步道
- 天眼步道
- 地眼步道
- 燕庵步道
- 台灣杜鵑步道
- 牽手小路
- 石井磯步道
- 青龍蕨類步道
- 越嶺古道

## 出版書籍
| 出版日期 | 書名                                       | 作者   | 出版社       | ISBN               |
| -------- | ------------------------------------------ | ------ | ------------ | ------------------ |
| 2009年   | 《轉個彎遇見杉林溪之美－藍天與氧氣的故鄉》 | 陳珮綺 | 天下文化     | ISBN 9789862164051 |
| 2010年   | 《杉林傳奇：學習‧構築‧夢─杉林人的手札書》  | 陳昭坤 | 冠唐國際圖書 | ISBN 9789572061855 |

## 外部連結
- 杉林溪一路走過歷程 （页面存档备份，存于）
- 杉林溪森林生態渡假園區 （页面存档备份，存于）（中文）（日語）（英文）
- 杉林溪森林生態渡假園區  觀光景點—交通部觀光局 （页面存档备份，存于）
- （繁體中文）愛上杉林溪的Facebook專頁